# Baby It's You (The Beatles)
Baby It's You è il 14° EP dei Beatles uscito in Gran Bretagna il 20 marzo 1995 pubblicato dopo tre giorni anche negli Stati Uniti. I brani contenuti sono tratti da programmi musicali trasmessi dalla BBC.

## Le canzoni
Le canzoni sono state scelte in modo da dare a ognuno dei Beatles un ruolo da cantante solista nell'EP.
- Baby It's You: compare nel primo album dei Beatles, Please Please Me; questa canzone è apparsa nel doppio LP Live at the BBC, pubblicato poco prima.
- I'll Follow the Sun: apparsa su Beatles for Sale, nel 2013 è stata pubblicata nel secondo volume del live alla BBC, On Air. È stata registrata nel corso del programma Top Gear, il 17 novembre 1964.
- Devil in Her Heart: pubblicata su With The Beatles, è stata incisa durante Pop Go The Beatles il 3 settembre 1963
- Boys: anch'essa, come la title track, pubblicata per la prima volta nell'album Please Please Me, è stata incisa il 17 giugno 1963 nella trasmissione Pop Go The Beatles[3].

## Tracce
Lato A
1. Baby It's You – 2:38 (David-Williams-Bacharach)
2. I'll Follow the Sun – 1:47 (Lennon-McCartney)

Lato B
1. Devil in Her Heart – 2:27 (Drapkin)
2. Boys – 2:27 (Dixon-Farrel)

## Formazione
- George Harrison: voce in Devil in Her Heart, cori in Baby It's You e in Boys, chitarra solista
- John Lennon: voce in Baby It's You, seconda voce in I'll Follow the Sun, cori in Boys e in Devil in Her Heart, chitarra ritmica
- Paul McCartney: voce in I'll Follow The Sun, cori in Baby It's You, in Devil in Her Heart e in Boys, basso elettrico
- Ringo Starr: voce in Boys, batteria